# Bataille de Messac
Pour les articles homonymes, voir Messac.
Batailles
- Messac (843)
- Blain (843)
- Ballon (845)
- Jengland (851)
- Brissarthe (866)
- Trans-la-Forêt (939)
- Conquereuil (992)

En 843, la bataille de Messac voit s'affronter, à Messac (actuelle Ille-et-Vilaine), les troupes franques de Renaud de Nantes et les troupes bretonnes de Nominoë et de son allié Lambert II de Nantes.

## Préambule
À la suite de la mort du comte franc Ricuin de Nantes, tué à la bataille de Fontenoy-en-Puisaye, le comté de Nantes, que Lambert, fils d'un précédent détenteur, considérait comme son « légitime héritage », est confié par le roi des Francs Charles le Chauve à Renaud, comte d’Herbauges. Lambert abandonne alors le parti du roi et rejoint le duc breton Nominoë, en conflit avec Charles le Chauve.

## La bataille
La population nantaise, inquiète de la menace bretonne sur sa ville, demande au comte Renaud, d'intervenir rapidement pour éloigner ce danger. Le comte Renaud, revenu du Poitou en toute hâte, passe la Loire et organise la défense de la ville. Il part à la tête d'une troupe à la rencontre des Bretons.
À Messac, il tombe sur l'avant-garde des forces d'Erispoë, fils de Nominoë. Il écrase l'ennemi et victorieux s'en retourne vers Nantes. Ses hommes fatigués, profitent du moment pour se reposer près de Blain et savourer cette victoire rapide. C'est pendant ce repos que les forces bretonnes d'Erispoé et de son allié Lambert surgissent et massacrent les troupes franques nantaises, lors de la bataille de Blain le 24 mai 843. Les Nantais refuseront de reconnaître Lambert comme comte. Pour se venger, ce dernier est soupçonné d’avoir guidé les Vikings qui, le 24 juin 843, mettent la ville à sac et tuent l’évêque Gohard dans la cathédrale de Nantes ainsi qu'une partie de la population qui y avait trouvé refuge.